# Mosquera (Nariño)
Mosquera è un comune della Colombia facente parte del dipartimento di Nariño.
L'abitato venne fondato dal generale Tomas Cipriano de Mosquera nel 1824, mentre l'istituzione del comune è del 1850.